# Bernardo Sousa
Tomas Bernardo Rodrigues Sousa (ur. 16 maja 1987 roku w Funchal) – portugalski kierowca rajdowy. W 2010 roku był rajdowym mistrzem Portugalii. Od 2007 roku jeździ też w mistrzostwach świata.

## Życiorys
Swoją karierę sportową Sousa rozpoczął od startów w kartingach. W 2006 roku zaczął jeździć w rajdach i wtedy też zadebiutował w mistrzostwach Portugalii. W marcu 2007 zadebiutował w mistrzostwach Świata. Pilotowany przez Paulo Babo i jadący Mitsubishi Lancerem Evo IX nie ukończył wówczas Rajdu Portugalii. W 2008 roku jadąc Lancerem wziął udział w serii Production Cars WRC. Zajął 9. miejsce w klasyfikacji tej serii, a w 2009 roku był w niej dziesiąty.
W 2010 roku Sousa został rajdowym mistrzem Portugalii wygrywając Rajd Torrié, Rajd Fafe i Rajd Algarve. Wystartował też w serii SWRC samochodem Ford Fiesta S2000. W 2010 zajął w niej 8. miejsce. Z kolei w 2011 roku był w niej czwarty. W SWRC wygrał Rajd Jordanii oraz był drugi w Rajdzie Grecji. W tym pierwszym rajdzie zajął 10. miejsce w klasyfikacji generalnej tej imprezy i zdobył swój pierwszy w karierze punkt w mistrzostwach świata.

## Występy w rajdach WRC
| Sezon | Zespół                    | Samochód                             | 1        | 2       | 3        | 4      | 5             | 6         | 7        | 8         | 9         | 10        | 11            | 12        | 13              | 14      | 15       | 16              | Punkty | Miejsce |
| ----- | ------------------------- | ------------------------------------ | -------- | ------- | -------- | ------ | ------------- | --------- | -------- | --------- | --------- | --------- | ------------- | --------- | --------------- | ------- | -------- | --------------- | ------ | ------- |
| 2007  | Bernardo Sousa            | Mitsubishi Lancer Evo IX             | Monako   | Szwecja | Norwegia | NU     | Portugalia    | Argentyna | Włochy   | Grecja    | Finlandia | Niemcy    | Nowa Zelandia | Hiszpania | Francja         | Japonia | Irlandia | Wielka Brytania | 0      | -       |
| 2008  | Red Bull Rallye Team      | Mitsubishi Lancer Evo IX             | Monako   | 19      | Meksyk   | 18     | Jordania      | Włochy    | 15       | 24        | NS        | Niemcy    | 18            | Hiszpania | Francja         | Japonia | 31       |                 | 0      | -       |
| 2009  | Bernardo Sousa            | Fiat Abarth Grande Punto S2000       | Irlandia | NU      | Cypr     | NS     | Argentyna     | NU        | 16       | Polska    | Finlandia | NU        | Hiszpania     | 9         |                 |         |          |                 | 0      | -       |
| 2010  | Team Ford/Quinta Do Lorde | Ford Fiesta S2000                    | 19       | Meksyk  | DK       | Turcja | Nowa Zelandia | 15        | Bułgaria | Finlandia | 32        | NU        | 32            | Hiszpania | NU              |         |          |                 | 0      | -       |
| 2011  | Team Quinta do Lorde      | Ford Fiesta RS WRC Ford Fiesta S2000 | Szwecja  | Meksyk  | NU       | 10     | NU            | Argentyna | 11       | 24        | 35        | Australia | 15            | NU        | Wielka Brytania |         |          |                 | 1      | 28.     |

## Występy w PWRC
| Sezon | Zespół               | Samochód                       | 1      | 2     | 3      | 4      | 5      | 6     | 7      | 8     | 9 | Punkty | Miejsce |
| ----- | -------------------- | ------------------------------ | ------ | ----- | ------ | ------ | ------ | ----- | ------ | ----- | - | ------ | ------- |
| 2008  | Red Bull Rallye Team | Mitsubishi Lancer Evo IX       | SWE 8  | ARG 8 | GRE 2  | TUR 11 | FIN    | NZL 7 | JPN    | GBR 9 |   | 9      | 12.     |
| 2009  | Bernardo Sousa       | Fiat Abarth Grande Punto S2000 | NOR NU | CYP   | POR NS | ARG    | ITA NU | GRE 5 | AUS NU | GBR 4 |   | 9      | 10.     |

## Występy w SWRC
| Sezon | Zespół                    | Samochód          | 1     | 2     | 3      | 4     | 5     | 6     | 7     | 8      | 9     | 10     | Punkty | Miejsce |
| ----- | ------------------------- | ----------------- | ----- | ----- | ------ | ----- | ----- | ----- | ----- | ------ | ----- | ------ | ------ | ------- |
| 2010  | Team Ford/Quinta Do Lorde | Ford Fiesta S2000 | SWE 6 | MEX   | JOR NS | NZL   | POR 4 | FIN   | DEU 7 | JPN NU | FRA 7 | GBR NU | 32     | 8.      |
| 2011  | Team Quinta Do Lorde      | Ford Fiesta S2000 | MEX   | JOR 1 | ITA NU | GRE 2 | FIN 6 | DEU 8 | FRA 4 | ESP NU |       |        | 67     | 4.      |

## Występy w IRC
| Sezon | Zespół                              | Samochód                       | 1      | 2      | 3      | 4      | 5      | 6   | 7      | 8      | 9   | 10  | 11  | 12  | 13 | Punkty | Miejsce |
| ----- | ----------------------------------- | ------------------------------ | ------ | ------ | ------ | ------ | ------ | --- | ------ | ------ | --- | --- | --- | --- | -- | ------ | ------- |
| 2006  | C.S. Maritimo - Coral Sá - P.S.Line | Peugeot 206 S1600              | RPA    | YPR    | MAD 51 | SAN    |        |     |        |        |     |     |     |     |    | 0      | -       |
| 2007  | Team C.S. Maritimo                  | Mitsubishi Lancer Evo IX       | SAF    | TUR    | YPR    | ROS    | MAD NU | BAR | SAN    | VAL    | CHI |     |     |     |    | 0      | -       |
| 2008  | Bernardo Sousa                      | Mitsubishi Lancer Evo IX       | STA NU | POR NU | YPR    | ROS    | MAD    | BAR | AST    | SAN    | VAL | CHI |     |     |    | 0      | -       |
| 2009  | Bernardo Sousa                      | Fiat Grande Punto Abarth S2000 | MON    | KUR    | SAF    | AZO 10 | YPR    | ROS | MAD NU | BAR    | AST | SAN | SZK |     |    | 0      | -       |
| 2010  | Team Ford/Quinta do Lord            | Ford Fiesta S2000              | MON    | KUR    | ARG    | KAN    | SAR    | YPR | AZO 10 | MAD NU | BAR | SAN | SZK | CYP |    | 0      | -       |